# 墨瑞本湖
墨瑞本湖，又译作美林纹湖、美林本湖，是文莱最大的天然湖泊，位于都东县兰拜乡的附近，距离首都斯里巴加湾市约70公里，距都东镇27公里，湖水面积120公顷，周围环以总面积7800公顷的墨瑞本湖遗产公园。

## 名称
相传，杜顺人在兰拜一带生活了数百年，在他们的传说中，这个可爱的湖泊是由马来奕地区一个名为Merangking Hilir的村子的村长之子因本（Imbun）在外出打猎时发现的。他发现这个湖的附近的森林中有野生动物，湖中有丰富的可供捕捞的鱼，食物资源充足，于是他和家人一起搬到了这里。村里的几个邻居听说此事，也纷纷随他们而来。后来为了纪念发现这里的因本，人们把这个水域称作墨瑞本湖（Tasek Merimbun，马来语中的“Tasek”意为“湖泊”），这个名字也沿用至今。此外，还有说法称，随着杜顺人在此定居，这里也成为了商人前来贸易的地方，其中包括一位名为Eng Boon的中国商人。据传，Eng Boon是这个湖泊名字的最终由来。

## 历史与传说
墨瑞本湖是都东历史年代最早的杜顺人村庄之一，湖的周边在建起现代道路和基础设施之前，当地的原住民依靠狩猎自给自足，他们的生活完全来自湖泊所提供的自然资源。这里也是早期杜顺人部落的墓葬地。
传说，这片湖泊有一只白色的鳄鱼守护神，一般隐匿在墨瑞本湖的深处。而对于这个曾经十分繁华的部落而言，爬行动物的存在绝非虚构，而它们的出现频率如果降低，则会被视为灾难将临的迹象。

## 环境与设施
1967年，汶萊博物館局的首任局长建议将墨瑞本湖列为宝贵资产和潜在野生动物保护区。1983年—1984年间，当地对墨瑞本湖的生物多样性和社会经济活动进行了调查，发现了一种罕见的白领果蝠，这一发现也成为1984年11月29日墨瑞本湖遗产公园入选东盟遗产公园的主要原因。文莱政府在第六个五年计划中拨款500万元建设开发这里的旅游资源。由于当地的森林和淡水湿地栖息地支持瀕危物種黄脸鹳的生存，2004年，國際鳥盟将当地确定为重点鸟区。
墨瑞本湖的颜色很深，这是因为落叶中含有的單寧溶于水中造成的，也有说法认为是其上游一条名为Meluncur的河流支流流经了一片泥煤沼泽森林而导致的。墨瑞本湖支撑着一个物种繁多的生态系统，有大量动物栖息于此，包括鸟类、哺乳动物和爬行动物。湖的周边修建有一条长650米的环湖小道，文莱博物馆局和当地村民委员会联合修建了湖上码头并开通了环湖游船的项目，游客可以租一艘船探索湖泊及湖泊上的两个岛屿Jelundong岛（Palau Jelundong）和鳖岛（Palau Labi-Labi）。位于水体中心的Jelundong岛亦可通过一个长235米的木制栈桥到达，附近有供科研的研究基地与原木搭建的野餐亭。